# Idris imitans
Idris imitans är en stekelart som beskrevs av Kononova 1995. Idris imitans ingår i släktet Idris och familjen Scelionidae. Inga underarter finns listade i Catalogue of Life.